# Racheta albă (serial)
Racheta albă este un film serial de aventuri, pentru copii, realizat de către Studioul Cinematografic București, Româniafilm și TVR în anul 1984. Serialul are un număr de 8 episoade, fiecare de câte 30 minute.

## Prezentare
A fost realizat după romanul omonim al lui Ludovic Roman. Doi copii, în vacanța de vară, sunt antrenați în o serie de aventuri, după ce descoperă în podul casei un document vechi, care dispare însă. Devin detectivi și membri ai unei echipe cu care fac o serie de descoperiri în laboratorul lor de cercetări cosmice, numit "Racheta albă" .

## Premii obținute
- Premiul Săgeata de Aur - Festivalul Interviziunii (Plovdiv, 1984).

## Distribuție
În rolurile principale din film interpretează: 
- George Constantin - profesorul Axinte
- Radu Cristian Nicolae - Viorel
- Velisar Mirea - Dan
- Yvonne Cezar - Stejara
- Adrian Vâlcu - Codrin
- Mihai Pavlovici - Nicolo
- Tatiana Spineanu - Georgiana
- Cătălin Micu - Gâză
- Sorina Didilescu - Lucica
- Val Paraschiv - tatăl lui Viorel
- Silvia Năstase - mama lui Viorel

## Colectiv tehnic
- Regia: Cristiana Nicolae
- Scenariu: Cristiana Nicolae, după romanul "Racheta albă" a lui Ludovic Roman
- Scenografia: Vasile Ion
- Producători delegați: Victoria Marinescu, Mihaela Crețulescu
- Regizor muzical: Anca Dumitrescu
- Regizor secund: Rodica Nițescu
- Directorul filmului: Georgeta Vîlcu-Săvescu
- Costumele: Eugenia Botănescu
- Decoruri: Nicoleta Costache
- Imaginea: Sorin Ilieșiu
- Montajul: Rodica Fălcoianu
- Sunetul: ing. Bujor Suru
- Versurile cântecelor: Constanța Buzea
- Muzică: Marius Țeicu